# Kampenhout
Kampenhout ist eine Gemeinde im nördlichen Teil des Dijlelandes in der Provinz Flämisch-Brabant im Königreich Belgien. Dieser Ort in Flandern hat 12.528 Einwohner (Stand 1. Januar 2024). Er besteht aus den Ortsteilen Kampenhout, Berg, Buken und Nederokkerzeel.
Mechelen liegt 10 Kilometer nordwestlich, Löwen 12 Kilometer südöstlich und Brüssel etwa 17 Kilometer südwestlich.
Die nächsten Autobahnabfahrten befinden sich im Westen bei Werde an der A 1/E 19, im Süden bei Bertem an der A 3/E 40 und im Osten an der A 2 bei Wilsele. In Haacht, Kortenberg, Vilvoorde und Mechelen befinden sich die nächsten Regionalbahnhöfe. Der internationale Flughafen Brüssel National liegt nur wenige Kilometer südwestlich der Gemeinde.
Am 15. Februar 1961 kamen beim Absturz einer Boeing 707 der Sabena auf einem nahegelegenen Acker 72 Insassen und ein Feldarbeiter am Boden ums Leben. Unter den Opfern befand sich das gesamte 18-köpfige Eiskunstlaufnationalteam der USA und weitere 16 Offizielle, die zur Weltmeisterschaft in Prag anreisten.

## Töchter und Söhne der Gemeinde
- Raymond Impanis (1925–2010), Radrennfahrer
- Josyne van Beethoven (ca. 1540–1595), wegen Hexerei bei lebendigem Leibe verbrannt